# Oliver Maillard
Oliver Maillard ( nascido em Juignac, (? ), Bretanha, cerca de 1430; morte em Toulouse, 22 de julho de 1502) foi um pregador franciscano bretão.
Ele foi celebrado como poderoso e popular, por seus sermões quaresmais em igrejas e lugares públicos. Seus modos e estilo eram bastante rudes e plebeus. Destemido, ele atacou os abusos de seu tempo e as crueldades de Luís XI. Ele também defendeu a causa de Joana de Valois, a esposa repudiada do Duque de Orléans.
Ele confirmou Carlos VIII da França em seu plano de restaurar Rossilhão e Cerdagne em Aragão. O Papa Inocêncio VIII pediu a Maillard em 1488 que envidasse seus melhores esforços com o rei francês para abolir a Sanção Pragmática.

## Vida
Ele tomou o hábito franciscano com os observadores, aparentemente na província de Aquitânia. Ele estava lá como Vigário Provincial dos Observantes quando, em 2 de junho de 1487, foi eleito Vigário Geral dos Observadores Ultramontanos (isto é, aqueles ao norte dos Alpes) no Capítulo Geral dos Observantes em Toulouse. Após seu primeiro mandato (1487-1490), foi reeleito duas vezes (1493-6 e 1499-1502).
Aposentando-se no Capítulo Geral de 15 de maio de 1502, foi para Toulouse, onde faleceu no mosteiro de Santa Maria da Ângela. Como logo se notaram milagres em seu túmulo, o Capítulo Geral de Barcelona de 1508 ordenou que seus restos mortais fossem transladados para uma capela construída especialmente para eles, onde por algum tempo gozou de certa veneração pública.

## Trabalho
De suas obras, quase todas sermões, as mais importantes são:
- "Sermones de adventu, quadragesimales et dominicales" (3 vols., Paris, 1497-8, 1506, 1522, etc .: Lyon, 1498, etc. );
- "Sermones de adventu, quadragesimales, dominicales" e "De peccati stipendio et gratiae praemio" (Paris, 1498-, 1515, etc .; Lyon, 1503), entregue em Paris em 1498;[1]
- "Quadragesimale", entregue em Bruges em 1501 (Paris, sd); impresso com as notas do autor e a edição de seu "Sermon fait l'an 1500 ... en la ville de Bruges" (2ª ed., Antuérpia, sd );
- "Chanson piteuse ... chantée à Toulouse 1502" (2ª ed., Paris, 1826);
- "Histoire de la passion ... de nostre doulx sauveur" (Paris, 1493);
- "La conformité et correspondance tres dévote des ... mystères de la messe à la passion." , (Paris, 1552), reimpresso como um monumento literário (Paris, 1828);
- "L'instruction et consolacion de la vie contemplative", (Paris, sd), contendo vários tratados;
- "La confession de Frère Oliver Maillard" (Paris, sd; Paris, 1500), frequentemente editado.